# 이사원
당 명종 이단(唐 明宗 李亶, 867년 10월 10일(음력 9월 9일) ~ 933년 12월 15일(음력 11월 26일))은 중국 오대십국 시대의 후당의 무장이자 제2대 황제(재위 : 926년 ~ 933년)이다. 장종 이존욱의 실정으로 후당이 혼란에 빠지자, 제장들의 추대를 받아 즉위하였다.
사타족 출신으로 본명은 막길렬 (邈佶烈)이다. 이극용의 양자가 된 후에는 이사원(李嗣源)으로 개명하였고, 황제 즉위 후에는 이단(李亶)으로 개명하였다. 절일은 응성절(應聖節)이다.

## 생애
대북(代北, 산시성 지역)의 유목 민족 중 하나인 사타족(沙陀族) 출신 이예(李霓)의 아들로 태어났다. 무용이 뛰어나고 신망이 두터웠는데, 이극용의 양자가 되어, 이사원(李嗣源)으로 이름을 고치고 절도사와 중서령 등을 지냈다. 거란족 토벌이나 후량 토벌 등에 있어 활약하여, 두각을 나타냈다. 이윽고, 이극용의 친자 장종(莊宗)이 술에 빠져 점차 정치를 돌아보지 않게 되자, 각지에서 반란이 발발하였다. 무장들이 장종을 살해하고 그를 황제로 추대하였다. 이사원은 처음에는 이를 사양하였으나 세 번을 청하자 926년 60세의 나이로 즉위하였다. 이사원은 수도를 개봉에 정하였다. 그는 아는 글자가 거의 없어서 모든 상주문을 모사 안중회(安重誨)에게 읽어 달라고 하였으며 고문 겸 재상으로 풍도(馮道)를 등용하였다. 이사원은 환관을 죽여 세력을 억제하였고, 지배지에 대규모 측량을 행해 세제의 정비를 행하였다. 또 자신도 사치를 금지하고 검약에 노력해 궁녀 수를 줄이고 공물을 받지 않았다. 또한 탐관오리는 엄벌에 처하고 청백리는 후한 상을 내리기도 했다. 삼사도(三司徒)를 창설하는 등, 이사원의 대에 국내는 안정되었고, 오대십국 시대의 굴지의 명군으로 칭송되었다.
그러나 이사원은 늦은 나이에 즉위한 탓에 분별력이 흐려져 자신의 측근이었던 안중회와 임환을 죽였다. 또한 본인이 무장에게 추대된 터라 즉위 이후부터 무장들을 우대하여 권력을 주었다. 이것은 무장들의 오만과 전횡을 불러일으켜, 933년에 명종이 죽은 후 3년 뒤에 후당이 멸망하는 원인이 되었다.

## 존호, 시호, 묘호, 능호
존호는 장흥(長興) 원년(930년)에 올린 성명신무문덕공효황제(聖明神武文德恭孝皇帝)이며, 장흥 4년(933년)에 존호를 추가하여 성명신무광운법천문덕공효황제(聖明神武廣運法天文德恭孝皇帝)로 올렸다.
시호는 초기에 성지인덕흠효황제(聖智仁德欽孝皇帝)였으나, 시호를 고쳐 올린 최종 시호는 성덕화무흠효황제(聖德和武欽孝皇帝)이다.
묘호는 명종(明宗)이며, 능호는 휘릉(徽陵)이다.

## 가족

### 조부모와 부모
- 조부 : 열조(烈祖) 효정황제(孝靖皇帝) 이염(李琰)
- 조모 : 효정목황후(孝靖穆皇后) 하씨(何氏)
- 부친 : 덕조(德祖) 효성황제(孝成皇帝) 이예(李霓)
- 모친 : 효성의황후(孝成懿皇后) 유씨(劉氏)

### 양부모
- 양부 : 태조(太祖) 무황제(武皇帝) 이극용(李克用)
- 양모 : 황태비(皇太妃) 유씨(劉氏)

### 황후
| 봉호           | 시호                   | 이름(성씨) | 별칭                                         | 재위년도      | 생몰년도  | 비고 |
| -------------- | ---------------------- | ---------- | -------------------------------------------- | ------------- | --------- | ---- |
| 황후(皇后)     | 화무헌황후(和武憲皇后) | 조씨(曹氏) | 초국부인(楚國夫人) 숙비(淑妃) 황태후(皇太后) | 930년 ~ 933년 | ? ~ 936년 |      |
| 국부인(國夫人) | 소의황후(昭懿皇后)     | 하씨(夏氏) | 진국부인(晉國夫人)                           | (추존)        |           |      |
| 국부인(國夫人) | 선헌황후(宣憲皇后)     | 위씨(魏氏) | 노국부인(魯國夫人)                           | (추존)        |           |      |

### 후궁
| 봉호       | 시호 | 이름(성씨) | 별칭               | 생몰년도  | 비고 |
| ---------- | ---- | ---------- | ------------------ | --------- | ---- |
| 숙비(淑妃) |      | 왕씨(王氏) | 황태비(皇太妃)     | ? ~ 947년 |      |
| 소의(昭儀) |      | 왕씨(王氏) | 제국부인(齊國夫人) |           |      |
| 소용(昭容) |      | 갈씨(葛氏) | 주국부인(周國夫人) |           |      |
| 소원(昭媛) |      | 유씨(劉氏) | 조국부인(趙國夫人) |           |      |

### 황자
| - | 봉호       | 시호 | 이름                          | 생몰년도      | 생모          | 별칭 | 비고                   |
| - | ---------- | ---- | ----------------------------- | ------------- | ------------- | ---- | ---------------------- |
| 1 |            |      | 이종심(李從審) 이종경(李從璟) | ? ~ 926년     |               |      | 후당 장종의 양자.      |
| 2 | 진왕(秦王) |      | 이종영(李從榮)                | ? ~ 933년     | 소의황후 하씨 |      |                        |
| 3 |            |      | 이종찬(李從璨)                | ? ~ 929년     |               |      | 황자 또는 조카.        |
| 4 | 송왕(宋王) |      | 이종후(李從厚)                | 914년 ~ 934년 | 소의황후 하씨 |      | 제3대 황제 민제(閔帝). |
| 5 | 허왕(許王) |      | 이종익(李從益)                | 931년 ~ 947년 |               |      |                        |
| 6 | 양왕(洋王) |      | 이종근(李從瑾)                |               |               |      |                        |

### 황녀
| - | 봉호(공주)             | 시호 | 이름 | 생몰년도  | 생모            | 부마                           | 별칭                                  | 비고              |
| - | ---------------------- | ---- | ---- | --------- | --------------- | ------------------------------ | ------------------------------------- | ----------------- |
| 1 | 진국장공주(晉國長公主) |      |      | ? ~ 950년 | 화무헌황후 조씨 | 진 고조(晉高祖) 석경당(石敬瑭) | 위국공주(魏國公主) 영녕공주(永寧公主) | 후진 고조의 황후. |
| 2 | 연국장공주(燕國長公主) |      |      | ? ~ 942년 |                 | 연왕(燕王) 조연수(趙延壽)      | 제국공주(齊國公主) 흥평공주(興平公主) |                   |
| 3 | 수안공주(壽安公主)     |      |      |           |                 |                                |                                       |                   |
| 4 | 영락공주(永樂公主)     |      |      |           |                 |                                |                                       |                   |
| 5 | 영안공주(永安公主)     |      |      |           | 숙비 왕씨       | 연왕(燕王) 조연수(趙延壽)      |                                       |                   |

### 양자
- 노왕(潞王) 이종가(李從珂) - 본성은 왕씨. 선헌황후 위씨가 명종에게 재가 하기 전에 태어남. 후당 제4대 황제 말제(末帝).

## 기년
| 명종        | 원년            | 2년        | 3년        | 4년        | 5년                 | 6년        | 7년        | 8년        |
| ----------- | --------------- | ---------- | ---------- | ---------- | ------------------- | ---------- | ---------- | ---------- |
| 서력 (西曆) | 926년           | 927년      | 928년      | 929년      | 930년               | 931년      | 932년      | 933년      |
| 간지 (干支) | 병술(丙戌)      | 정해(丁亥) | 무자(戊子) | 기축(己丑) | 경인(庚寅)          | 신묘(辛卯) | 임진(壬辰) | 계사(癸巳) |
| 연호 (年號) | 천성(天成) 원년 | 2년        | 3년        | 4년        | 5년 장흥(長興) 원년 | 2년        | 3년        | 4년        |